# Rondibilis birmana
Rondibilis birmana är en skalbaggsart som först beskrevs av Stephan von Breuning 1956. Rondibilis birmana ingår i släktet Rondibilis och familjen långhorningar.
Artens utbredningsområde är Myanmar. Inga underarter finns listade i Catalogue of Life.